# محرر

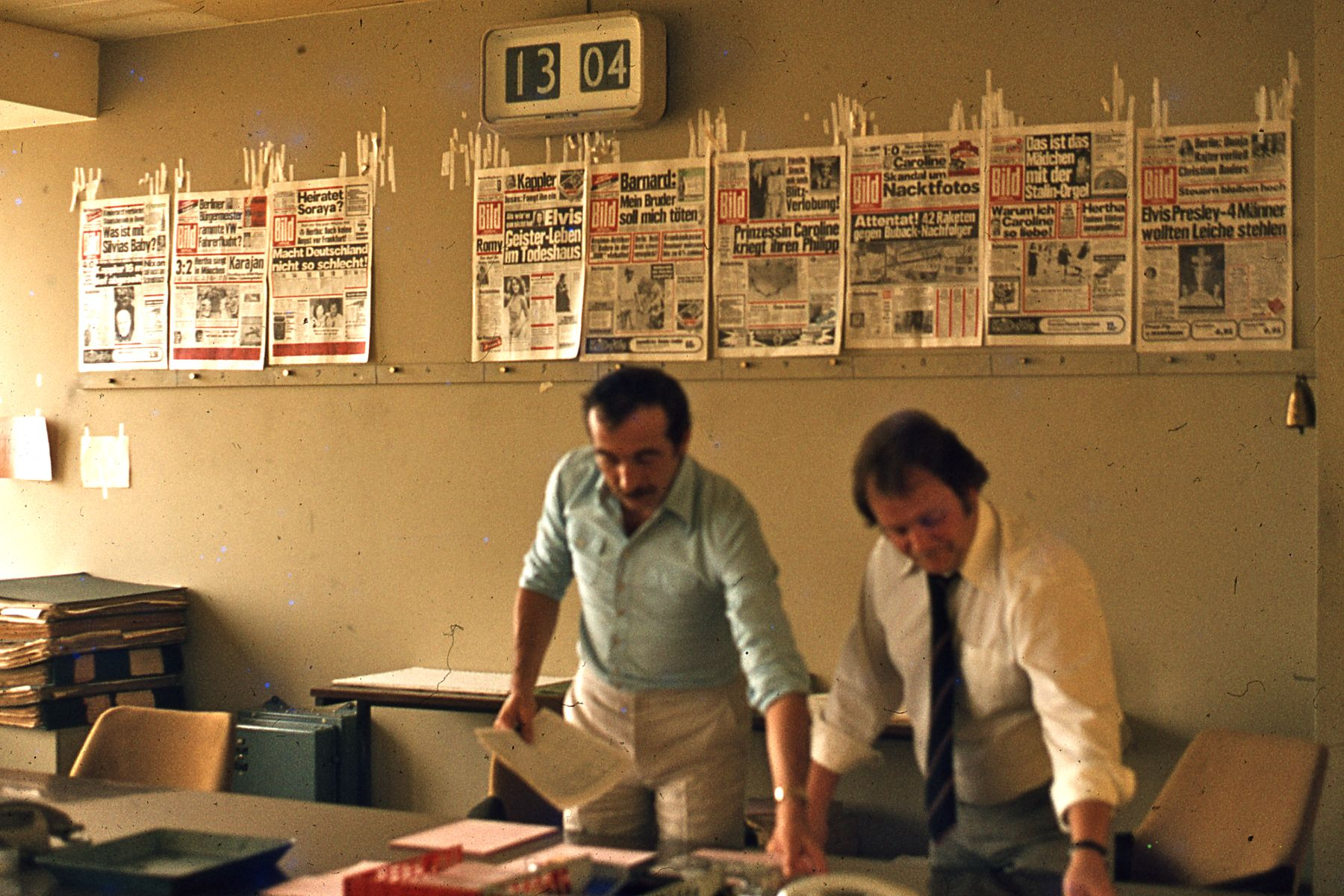

المحرر. أصل الكلمة اسم فاعل من حرَّرَ، تستعمل في العصر الحديث للإشارة إلى:
- مُحرِّر برنامج أو مجموعة أوامر تُستخدم لتحرير نصّ أو ملفات البيانات.
- محرِّر القضاء : كاتب أحكام القضاء.
- مُحَرِّرُ البِلاَدِ : مَنْ حَرَّرَهَا مِنَ العُبُودِيَّةِ وَالانْعِتَاقِ وَقَادَهَا إِلَى الْحُرِّيَّةِ.
- مُحَرِّرٌ فِي الجَرِيدَةِ : مَنْ يَكْتُبُ فِيهَا وَيُنَسِّقُ مَوَاضِيعَهَا[4]

والتحرير هو الاختيار والإعداد كتابياً، بصرياً، سمعياً، ووسائل الإعلام من الأفلام التي تستخدم لنقل المعلومات. قد تنطوي عملية التحرير على التصحيح، والتكثيف، والتنظيم، والعديد من التغييرات الأخرى بهدف إنتاج جيد، ثابت ودقيق وكامل.
عملية التحرير غالبا ما تبدأ مع فكرة المؤلف عن العمل نفسه، تتواصل بالتعاون بين المؤلف والناشر على العمل الذي أنشأ. على هذا النحو، قد تنطوي على مسألة المهارات الإبداعية، والعلاقات الإنسانية ومجموعة محددة من الأساليب.
فالمُحرر، هو صحفي يعمل في جريدة، أو إذاعة، أو تلفزيون، أو إنترنت أو وسائل إعلام أخرى.
يعمل المحرر في دائرة مختصة لتحرير موضوع ما. يتوجب عليه الالتزام بالخط السياسي الذي وضعه الناشر للصحيفة، مسؤول عن الأقسام ( سواء الأقسام الكلاسيكية، مثل قسم السياسة والثقافة، وكذا الاقتصاد المحلي والرياضة) ويقع تحت مسؤولية رئيس القسم كثير من المحررين.
المسؤول عن كامل التحرير هو رئيس تحرير أو مدير البرنامج، لدى كثير من الناشرين تدخل المواضيع الجهوية تحت الصبغة التحريرية الواحدة.
في قاعة واسعة بها مكاتب كبيرة يجلس المحررين لتحرير مختلف المواضيع ويقومون بتخطيط مختلف الصفحات. يقوم مكتب المحررين بعملية تنسيق بين المراسلين والصحفيين المحليين.